# Triumph Bonneville T140
La Triumph Bonneville T140, o chiamata anche 
Bonneville 750, è una motocicletta prodotta dalla casa motociclistica inglese Triumph dal 1973 al 1983.

## Contesto
Costruita presso lo stabilimento di Meriden, la Bonneville T140 è il seconda modello a portare il nome Bonneville, evoluzione sviluppata dalla precedente  Bonneville T120 da 650 cc realizzata in una serie di versioni e edizioni limitate dal 1973 al 1983, anno in cui la società ha dichiarata bancarotta. La produzione è continuata  successivamente su licenza dalla Les Harris tra il 1985 e il 1988 presso lo stabilimento di Newton Abbot nel Devon. 
Dalla moto è stata derivata una versione a carburatore singolo, la TR7 Tiger, prodotta tra il 1973 e il 1981.
La moto è dotata di un motore a due cilindri in linea con sistema di raffreddamento ad aria; il cambio è a cinque rapporti con innesti frontali.

## Storia e descrizione
La Bonneville T120 da 650 cc fu sostituita all'inizio degli anni '70 dalla T140 Bonneville, utilizzando la stessa base tecnica ma con un motore da 750 cc. Le prime T140, chiamate T140V, presentavano un motore con cilindrata maggiorata a 724 cc, un cambio a cinque marce, ma conservavano ancora i freni a tamburo e l'avviamento a pedale. Poco dopo, il motore fu ulteriormente maggiorato e alesato a 744 cc e furono montati i freni a disco anteriori utilizzando dischi singoli fino al 1982. Nel 1975, insieme alle modifiche al motore, la leva del cambio fu spostata da destra a sinistra per conformarsi alle nuove normative per il mercato americano e fu montato un freno a disco posteriore. Seguirono diverse versioni della T140 caratterizzate da svariate modifiche e perfezionamenti a partire dal 1980 fino alla cessazione della produzione con la chiusura degli stabilimenti a Meriden nel 1983. La Triumph, che venne poi acquisita dall'imprenditore John Bloor, concesse su licenza la produzione della moto a una società chiamata Racing Spares nel Devon gestita da Les Harris, chiamate "Devon Bonnevilles".